# Стара Чунча
Стара Чунча́ (рос. Старая Чунча) — присілок у складі Увинського району Удмуртії, Росія.

## Населення
Населення — 30 осіб (2010; 37 в 2002).
Національний склад станом на 2002 рік:
- удмурти — 89 %

## Урбаноніми[3]
- вулиці — Зелена, Садова, Центральна